# Lazy Mountain
Lazy Mountain est une ville d'Alaska aux États-Unis dans le Borough de Matanuska-Susitna. Elle fait partie de la zone statistique métropolitaine d'Anchorage et avait une population de 1 158 habitants en 2000.

## Situation - climat
Elle est située aux pieds de Lazy Mountain, à 5 km de Palmer et à 72 km d'Anchorage, à proximité de la Glenn Highway.
Les températures moyennes de janvier vont de -36 à 1 °C et de 6 à 29 °C en juillet.

## Histoire
Vers 1900, existait un comptoir, accessible par bateau, appelé Palmer's Upper House, situé sur la rive est de la rivière Matanuska où les Dena'inas faisaient du commerce avec les Ahtnas qui vivaient le long de la rivière Copper. L'arrivée du chemin de fer, en 1915 a apporté un surcroît de population.
L'économie locale est basée sur l'agriculture : maraîchage, céréales, pommes de terre, cueillette à la ferme, bien que de nombreux habitants travaillent à Palmer, Anchorage ou Wasilla dans le secteur tertiaire.

## Démographie
| 1990 | 2000  | 2010  | - | - | - |
| ---- | ----- | ----- | - | - | - |
| 838  | 1 158 | 1 479 | - | - | - |